# Красилівка (Івано-Франківський район)
Краси́лівка — село Івано-Франківського району Івано-Франківської області. Входить до складу Тисменицької міської громади. Розташовано за 33 км від обласного центру. Майже попри саме село проходить автошлях Стрий—Коломия—Чернівці. До 2020 року належало до Старокривотульської сільської ради. У селі 2025 освячено храм св. Миколая Мир Лікійських ПЦУ.

## Географія
Селом протікає річка Ворона.
У селі Красилівка можна виділити п'ять природно-географічних зон, або частин. Перша з них — традиційний центр села, вулиця І. Франка, перехрестя, де знаходиться автобусна зупинка. Це пряма вулиця, обабіч дороги — хатки, далі клуб, школа, пам'ятник, кафе і поліклініка. Ця частина знаходиться на рівнині і тягнеться вздовж пасма горбів. Тут колись текла річка Опришина, а потім її або перекопали, або вона сама змінила своє русло. У кінцевому результаті люди освоїли цю місцевість, засипали колишнє русло десь у середині XIX ст. Ця частина є продовженням рівнини, яка охоплює Івано-Франківськ, а разом з тим і майже весь Тисменицький район. На підвищенні хребта, першу терасу якого ще в давнину заселили люди, знаходиться вузька вулиця Зелена, що являє собою другу частину села. Третя частина це вулиця Лесі Українки, яка тягнеться майже від річки і до кінця села, який є трохи з поворотами, тому його називають Кривий Кінець. До наступної частини — Бозні — збоку прилягає ліс, а її численні невеликі вулиці дуже подібні до Зеленої. Останню частину складає місцина під назвою Селищі з вулицею Фуратівкою. Селищі впритул підходять до села Старі Кривотули та річки Ворони. Велика частина Селищів належить до Старих Кривотул, але й значна їх окраїна дотуляється і входить до Красилівки.
Ще в 2014 у селі Красилівка був ДЕНЬ СЕЛА, Красилівці відзначали 595 років.
Згідно з геоморфологічним районуванням України, територія села Красилівка входить до складу Передкарпаття і приурочена до Хлібичинської рівнини. Село розташоване у злитті рік Ворона і Опришина в межах першої та другої надзаплавних та високих заплавних терас. Але в результаті господарської діяльності минулих років (ще в 60-х рр. XIX ст.) русло річки Опришина в його нижній частини було спрямлене шляхом влаштування прокопу до р. Ворони. Внаслідок цього утворилось староріччя довжиною близько 4 км.
Значна частина Красилівки розташована на низинній, частково мочаристій місцевості. Однак 2/3 села знаходиться на підвищеній, гористій місцевості, займаючи перші тераси гірського хребта, який тягнеться вздовж села й неначе замикає Красилівку зі східних підступів. Там знаходиться горб, якого називають «гора Циганка», і він має ~ 400 м над рівнем моря. До речі 19.10.2014 на Циганці встановили пам'ятник героям Небесній Сотні, у вигляді Тризуба і хреста.

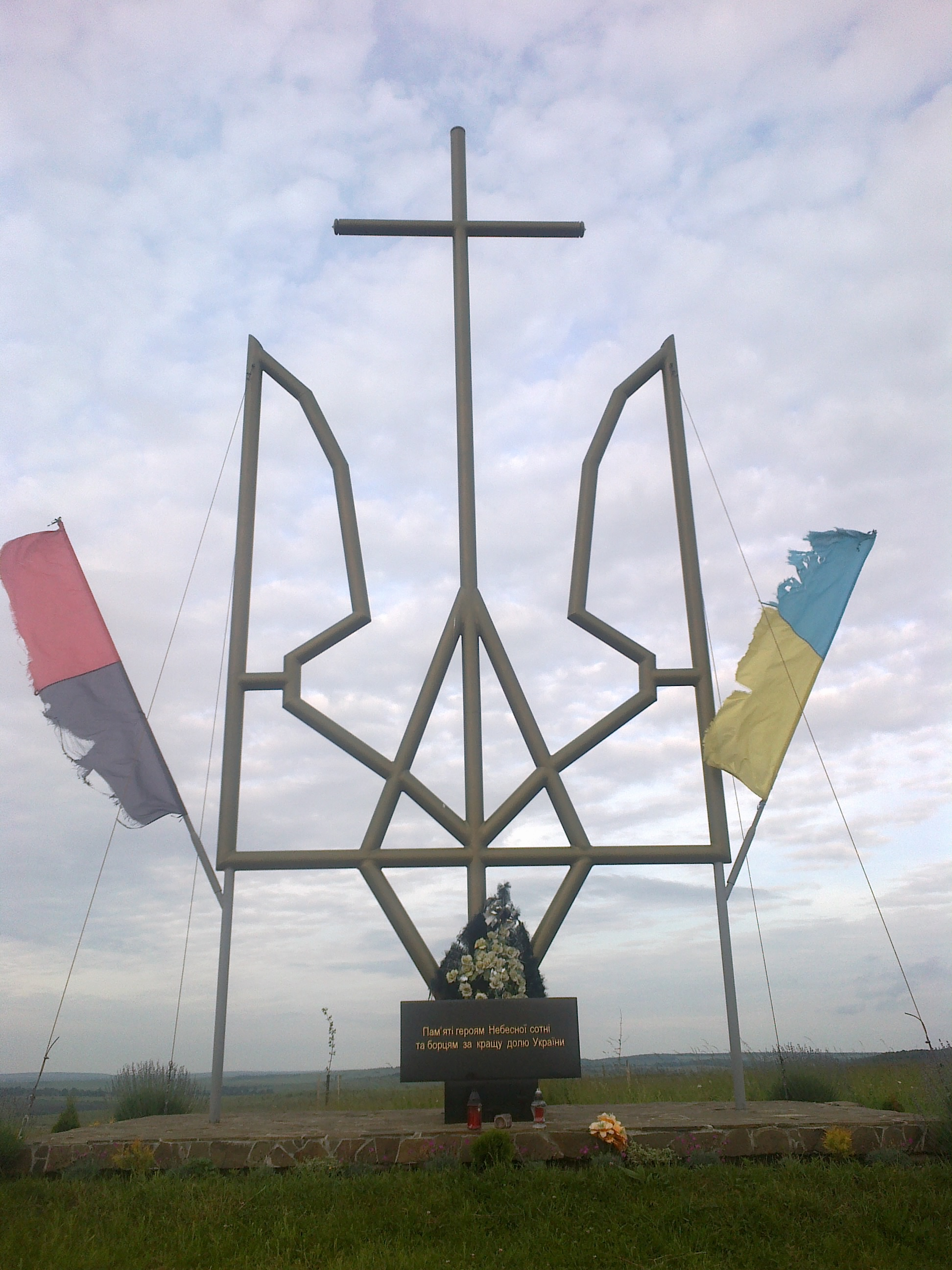
Герб в Красилівці

Далі за хребтом відкривається велика рівнина, яка доходить аж до Івано-Франківська. Максимальна висота місцевості над рівнем моря — 367 м.
З геологічної точки зору село розміщене на південно-західній окраїні Велико-Подільської плити поблизу поєднання її з зовнішньою зоною Передкарпатського прогину. З корисних копалин, яких на території села дуже мало, ефективно розробляються родовища галечника, видобувається глина для випікання цегли.
Красилівка межує з селами: зі сходу — Гостів, Закрівці, з півдня — Отинія, Грабич, із заходу — Старі Кривотули, з півночі — Нові Кривотули, Одаї.
Клімат помірно континентальний. Середньорічна температура становить +7°С, середня температура січня — −6,9°С, липня — +17,6°С. Максимальна температура повітря була зафіксована на рівні +41°С, мінімальна — −38°С. Середньорічна кількість опадів 680 мм. Глибина промерзання ґрунту 40 см, максимальна — 60 см.
Ширина долини р. Ворона в районі Красилівки становить 1-1,5 км. Для неї характерний один паводок: весняний (з березня по травень). Проте інколи спостерігається ще й літній паводок (кін. липня — вересень). Найвищі паводки спостерігались у 1882 р., 1889 р., 1927 р., 1941 р., 1970 р., 1996 р. Найвищий зафіксований у 1969 році рівень води у Вороні й Опришині піднявся відповідно на 589 і 428 см.
| Україна | Це незавершена стаття з географії України. Ви можете допомогти проєкту, виправивши або дописавши її. |